# Massimo Bulbi

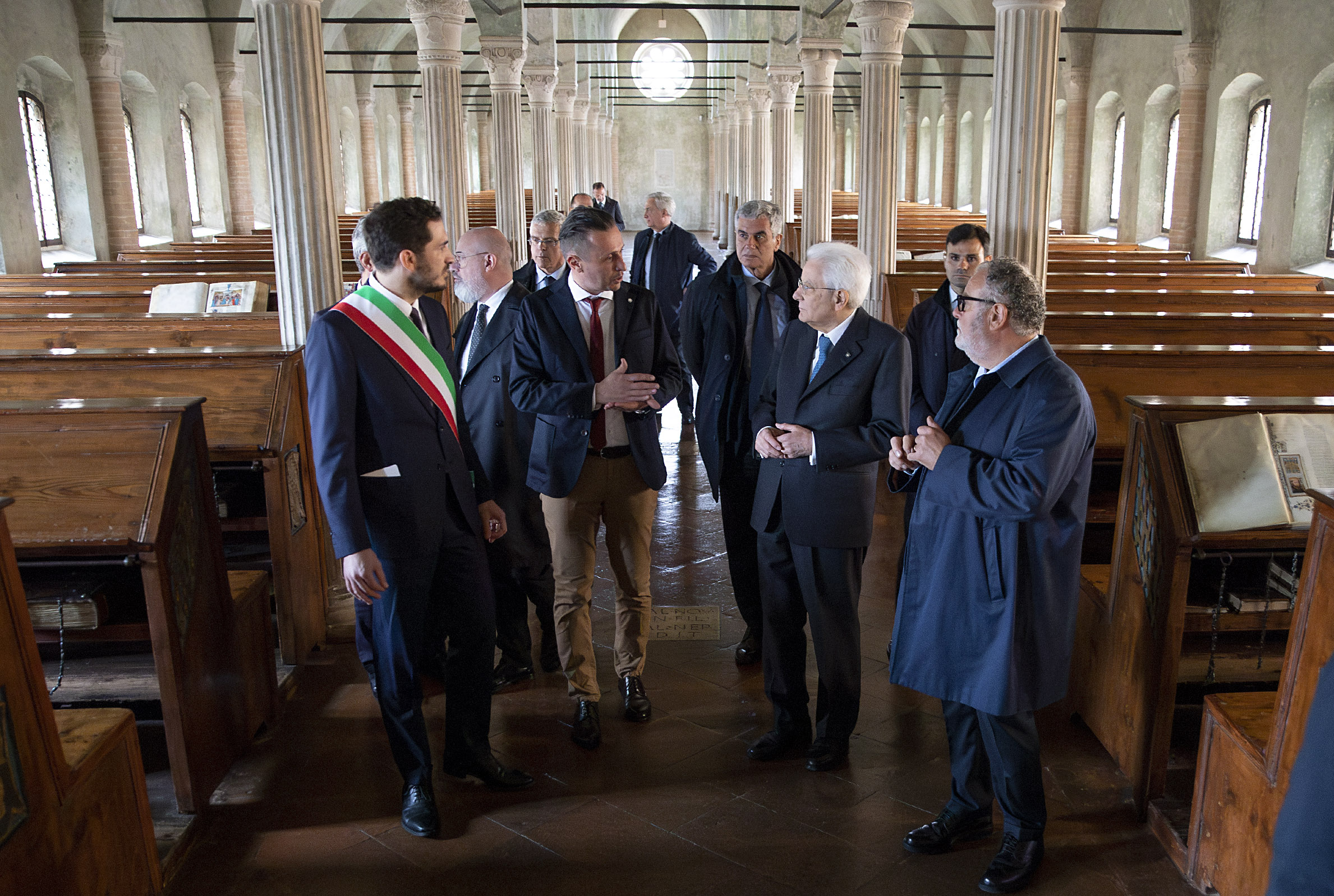
Massimo Bulbi (a destra) con il Presidente della Repubblica Italiana Sergio Mattarella in visita alla Biblioteca Malatestiana di Cesena (2 maggio 2023).

Massimo Bulbi (Roncofreddo, 22 gennaio 1962) è un politico italiano.

## Biografia
Dal 1983 è funzionario della Confartigianato di Cesena e Circondario con diverse responsabilità. Consigliere d'amministrazione della Banca di Credito Cooperativo Romagna Est. Nel 2003/2004 è membro del comitato locale di Ravenna, Rimini e Forlì di Unicredito Italiano Amministratore delegato di Confeurum.

### Attività politica
Alle elezioni politiche del 1987 è candidato alla Camera dei Deputati nelle liste della Democrazia Cristiana per la circoscrizione Bologna-Ferrara-Ravenna-Forlì, ottenendo 2.801 preferenze e non risultando eletto.
Dopo aver aderito prima ai Cristiano-Sociali (1994-1995) e poi al Partito Popolare Italiano a partire dal 1995, dal 1995 al 1999 è assessore alla Cultura, Formazione e Protezione Civile della Comunità Montana dell'Appennino Cesenate.
Alle elezioni amministrative del 1999 è eletto consigliere della provincia di Forlì-Cesena per il PPI: durante il mandato è stato Presidente della II Commissione Attività Produttive (1999/2001).
Dal 2000 al 2001 è stato componente della Segreteria Tecnica del Ministro dell'Industria, del Commercio e dell'Artigianato Enrico Letta (PPI).
Dal 2001 al 2004 è stato Segretario Generale della Confartigianato della regione Campania.
Nel 2002 aderisce a Democrazia è Libertà - La Margherita, nella quale confluisce il PPI. 
Alle elezioni amministrative del 2004 è stato eletto al primo turno presidente della provincia di Forlì-Cesena alla guida di una coalizione di centrosinistra, raccogliendo il 64,14% dei voti e superando nettamente Luca Bartolini del centrodestra (30,37%).
Ha contribuito alla nascita del Partito Democratico, impegnandosi attivamente nelle elezioni primarie del 14 ottobre 2007.
Alle elezioni amministrative del 2009 si ricandida a presidente della provincia di Forlì-Cesena e viene rieletto al primo turno con il 50,47%, superando Stefano Gagliardi del Popolo della Libertà (26,69%), mantenendo la carica fino alla scadenza naturale del mandato nel 2014.
Alle elezioni comunali del 2014 è stato eletto sindaco di Roncofreddo con il 45,78%, superando di misura lo sfidante Odo Rocchi (44,43%).
Ale elezioni regionali in Emilia-Romagna del 2020 viene eletto consigliere regionale per la provincia di Forlì-Cesena con 4.335 preferenze.
Alle elezioni politiche del 2022 è candidato alla Camera nel collegio uninominale Emilia-Romagna - 10 (Forlì) per il centrosinistra, ottenendo il 34,47% e venendo superato da Gloria Saccani Jotti del centrodestra (40,37%), e in terza posizione nelle liste del PD nel collegio plurinominale Emilia-Romagna - 03, dove è il primo dei non eletti.
Ricandidatosi alle elezioni regionali in Emilia-Romagna del 2024 non è stato rieletto.